# Brasão de Belo Oriente
O Brasão de Belo Oriente é um símbolo que representa o município brasileiro supracitado, localizado no interior do estado de Minas Gerais. Foi instituído pela lei municipal n.º 461, de 27 de dezembro de 1995.
Acima do brasão, há um cocar, simbolizando os primitivos moradores. Em seu interior, na parte superior há um sol, representando as belezas naturais, e abaixo veem-se chaminés, que equivalem à principal fonte de renda municipal (indústria). Nas laterais, estão representados o milho e a cana-de-açúcar, cujos cultivos foram por muito tempo o principal sustento da economia belorientina. Abaixo são descritos os anos de 1943 (elevação de Belo Oriente à categoria de distrito) e 1962 (emancipação).